# Dorzhsürenguiin Sumiyaa
Dorzhsürenguiin Sumiyaa –en mongol, Доржсүрэнгийн Сумъяа– (Baruunturuun, 11 de marzo de 1991) es una deportista mongola que compite en judo.
Participó en tres Juegos Olímpicos de Verano entre los años 2012 y 2020, obteniendo una medalla de plata en la edición de Río de Janeiro 2016 en la categoría de –57 kg. En los Juegos Asiáticos consiguió dos medallas de bronce, en los años 2014 y 2018.
Ganó tres medallas en el Campeonato Mundial de Judo entre los años 2015 y 2018, y tres medallas en el Campeonato Asiático de Judo entre los años 2012 y 2016.

## Palmarés internacional
| Juegos Olímpicos    | Juegos Olímpicos        | Juegos Olímpicos  | Juegos Olímpicos |
| Año                 | Lugar                   | Medalla           | Categoría        |
| ------------------- | ----------------------- | ----------------- | ---------------- |
| 2016                | Río de Janeiro (Brasil) | Medalla de plata  | –57 kg           |
| Campeonato Mundial  |                         |                   |                  |
| Año                 | Lugar                   | Medalla           | Categoría        |
| 2015                | Astaná (Kazajistán)     | Medalla de bronce | –57 kg           |
| 2017                | Budapest (Hungría)      | Medalla de oro    | –57 kg           |
| 2018                | Bakú (Azerbaiyán)       | Medalla de bronce | –57 kg           |
| Juegos Asiáticos    |                         |                   |                  |
| Año                 | Lugar                   | Medalla           | Categoría        |
| 2014                | Incheon (Corea del Sur) | Medalla de bronce | –57 kg           |
| 2018                | Yakarta (Indonesia)     | Medalla de bronce | –57 kg           |
| Campeonato Asiático |                         |                   |                  |
| Año                 | Lugar                   | Medalla           | Categoría        |
| 2012                | Taskent (Uzbekistán)    | Medalla de bronce | –57 kg           |
| 2013                | Bangkok (Tailandia)     | Medalla de bronce | –57 kg           |
| 2016                | Taskent (Uzbekistán)    | Medalla de oro    | –57 kg           |